# Christian Hamm
 Christian Wilhelm Hamm (* 19. Juli 1953 in Hamburg) ist ein deutscher Kardiologe und Universitätsprofessor an der Justus-Liebig-Universität Gießen. Er ist Direktor der Medizinischen Klinik I, Kardiologie / Angiologie des Universitätsklinikums Gießen – Marburg und Ärztlicher Direktor und Geschäftsführer der Abteilung Kardiologie der Kerckhoff Klinik in Bad Nauheim.

## Leben
Hamm studierte Medizin und Germanistik an der Universität Mainz (1973–1976) und Universität Hamburg (1976–1979). Er promovierte 1979 in Medizin in Hamburg über Durchblutung und Stoffwechsel des Myokards bei Patienten mit Aortenstenosen. Es folgten ein Forschungs- und Ausbildungsstipendium der Deutschen Forschungsgemeinschaft (DFG) am Heart Research Unit der University of Cape Town, Südafrika und eine Tätigkeit als Oberarzt in der Abteilung für Kardiologie am Universitätsklinikum Hamburg-Eppendorf. Hamm schloss 1988 die Facharztausbildung für Innere Medizin ab und habilitierte sich 1989 im Fach Innere Medizin über das Thema Untersuchungen zur Pathogenese, Klinik und Therapie der instabilen Angina pectoris.
Hamm wurde 1995 zum außerplanmäßigen Professor für Innere Medizin der Universität Hamburg ernannt, ein Jahr darauf erfolgte die Berufung auf eine C3-Universitätsprofessur auf Zeit an der Kardiologischen Abteilung des Universitätskrankenhauses Eppendorf. Seit 1999 ist Hamm Direktor der Abteilung für Kardiologie an der Kerckhoff-Klinik in Bad Nauheim und seit 2004 außerdem Ärztlicher Direktor und Geschäftsführer. 2008 erhielt er eine W3-Professur für Kardiologie an der Johann Wolfgang Goethe-Universität Frankfurt am Main. 2013 wurde Hamm auf den Lehrstuhl Kardiologie / Angiologie der Justus-Liebig-Universität Gießen berufen und zum Direktor der Medizinischen Klinik I des Universitätsklinikums Gießen ernannt.
Seit 2012 ist er Geschäftsführer des Kerckhoff Herzforschungsinstituts mit der Justus-Liebig-Universität Gießen (KHFI), seit 2017 Ärztlicher Direktor des Kerckhoff Herz- und Gefäßzentrums in Bad Nauheim.
Christian Hamm ist ein Sohn des Mediziners Hans Hamm.

## Wissenschaftlicher Beitrag
Zu Hamms wissenschaftlichen sowie klinischen Schwerpunkten zählen Kardiale Biomarker, Interventionelle Therapie, Akutes Koronarsyndrom sowie Magnetresonanztomographie und Computertomographie des Herzens. 1992 beschrieb er Risikomarker bei akutem Koronarsyndrom.
Hamm trägt zu verschiedenen nationalen und europäischen Leitlinien bei, darunter „Non-ST Elevation Acute Coronary Syndrome“, Coronary Revascularisation und „Valvular Heart Disease“. Außerdem hat er die Leitlinie "Diagnostische Herzkatheteruntersuchung" verfasst.

## Mitgliedschaften in wissenschaftlichen Vereinigungen
Hamm ist Mitglied in zahlreichen wissenschaftlichen Vereinigungen. Dazu zählen unter anderem die Deutsche Gesellschaft für Kardiologie – Herz- und Kreislaufforschung (DGK) (Präsident 2013–15) und die European Society of Cardiology (ESC) (Vorstandsmitglied 2004 – 2008). Außerdem ist er Mitglied der American Heart Association (AHA) und Fellow des das American College of Cardiology (FACC). Seit 2010 ist er Mitglied in der Deutschen Gesellschaft für Thorax-, Herz- und Gefäßchirurgie (DGTHG) und war 2012 Tagungspräsident dieser Gesellschaft.

## Herausgebertätigkeiten bei Zeitschriften
- European Heart Journal
- Zeitschrift für Kardiologie (Clinical Research in Cardiology)
- Cardiology International
- Emergency care
- Current Cardiology Reviews
- Int. J. of Cardiovascular Interventions
- Clinical Cardiology
- EuroIntervention
- Acute Cardiac Care
- Cardiology in Review
- Recent Patents on Cardiovascular Drugs Discovery
- CONFLUENCE (Editor)
- Cardiovascular Research

## Auszeichnungen
- 1981 Chris Barnard Preis
- 1987 International Society of Thrombosis and Haemostasis Award
- 2005	Sven-Effert-Preis der Deutschen Gesellschaft für Kardiologie
- 2008	Paul-Morawitz-Preis der Deutschen Gesellschaft für Kardiologie

## Publikationen
Hamm hat mehr als 800 Publikationen verfasst (Stand: Juli 2018).
- Publikationsliste Christian Hamm: PubMed
- Publikationsliste Christian Hamm: ResearchGate